# Острова (село)
Острова (ест. Ostrova), також Острува, Островка, Островкі, Сааре, Аламяе — село в Естонії, входить до складу волості Меремяе, повіту Вирумаа.